# Serpent-Mound-Krater
Der Serpent-Mound-Krater ist ein erodierter Impaktkrater im südlichen US-amerikanischen Bundesstaat Ohio. Der Impakt hat nach dem Oberkarbon (Mississippium) stattgefunden.

## Lage

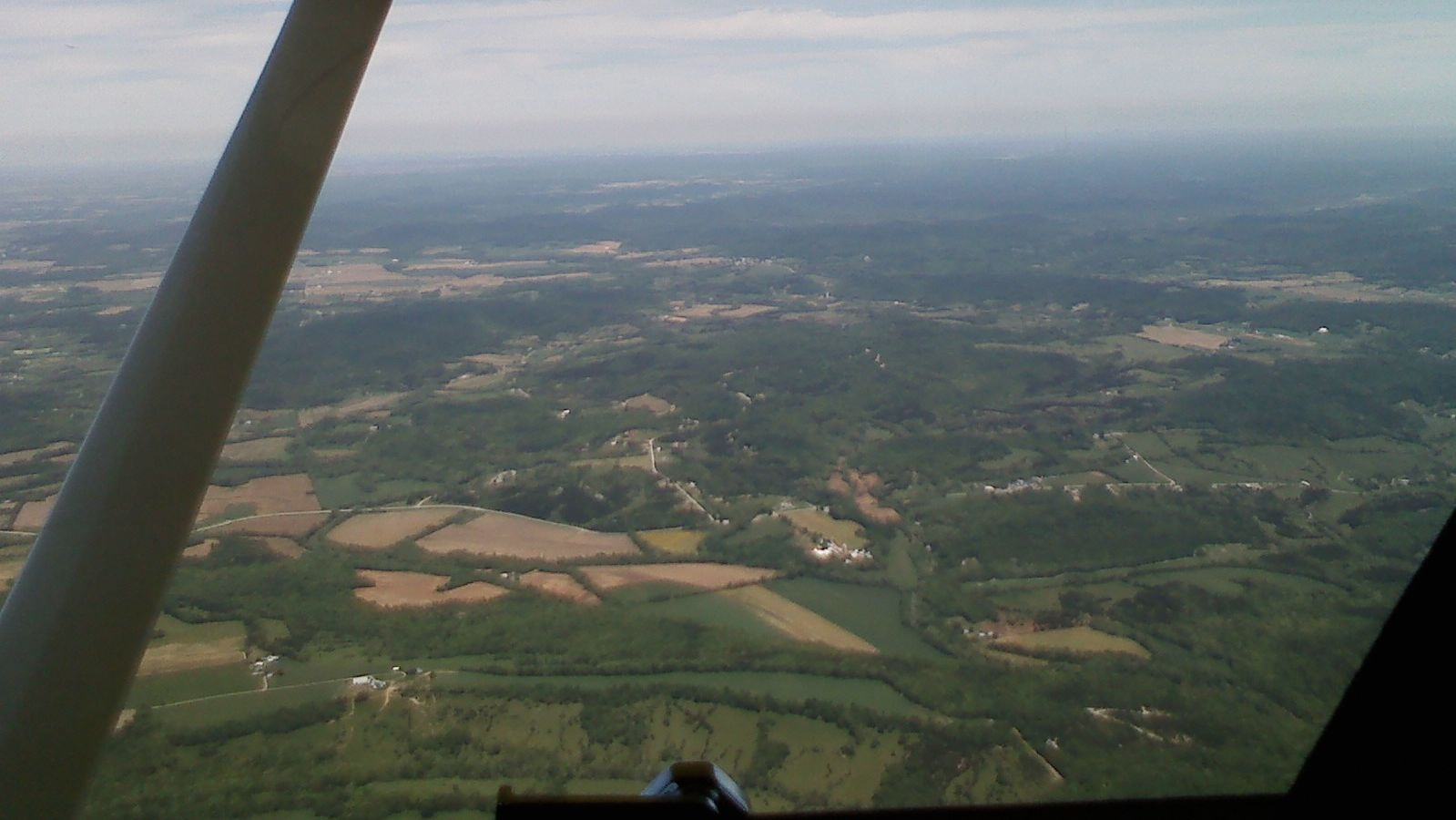
Der Serpent-Mound-Krater, aufgenommen aus einem Flugzeug

Der Serpent-Mound-Krater, bekannt auch als Serpent Mound Disturbance, ist nach dem Serpent Mound benannt, der auf einem Plateau im Bush Creek Valley im Südwesten der Kraterstruktur liegt. Bereits im 19. Jahrhundert war das recht ungewöhnliche Terrain den damaligen Pionieren aufgefallen und es wurde folglich öfters vermutet, dass die amerikanischen Ureinwohner aus diesem Grund ihren Mound im Krater errichtet hatten.
Der Krater gehört größtenteils zum Adams County, im Norden berührt er das Highland County und im Nordosten gerade noch das Pike County.

## Geologie
Das präkambrische Grundgebirge wird unter dem Serpent-Mound-Krater in 1128 Meter Tiefe angetroffen. Es gehört der neoproterozoischen Grenville-Provinz an, die entlang der Grenville Front 50 Kilometer weiter westlich auf die Granite-Rhyolite Province flach nach Westen aufgeschoben ist. Das Grundgebirge wird von nur unwesentlich nach Osten einfallendem Paläozoikum diskordant überdeckt. Die paläozoische Sedimentfolge befindet sich hier am Westrand des Appalachen-Beckens, im Übergangsbereich zur Hochlage des Cincinnati Arch. Die außerhalb des Kraters relativ ungestörte Sedimentserie beginnt mit Mittleren Kambrium und reich bis ins frühe Unterkarbon (Mississippium). Die Sedimente bestehen vorwiegend aus Dolomiten, Kalken, Tonschiefer, Sandsteinen und untergeordneten Siltsteinen, kaliumreichen Bentoniten und Chert. Die auf dem abgetragenen präkambrischen Grundgebirge abgelagerte Serie ist generell transgressiv. Das über 1000 Meter mächtige Paläozoikum wird dann seinerseits diskordant von glazialen Ablagerungen des Pleistozäns (Illinoian) überdeckt, die zusammen mit holozänem Alluvium, Kolluvium und rezenten Böden den Bereich des Kraters maskieren.

## Beschreibung
Der Serpent-Mound-Krater ist ein komplex zusammengesetzter Krater mit einer zentralen Aufpressung, einer Übergangszone und einem Ringgraben – einer ringförmigen Grabenstruktur am Außenrand des Kraters. Der Krater ist jetzt zwar vollständig erodiert, dennoch konnte sein ursprünglicher Durchmesser auf 8 Kilometer eingegrenzt werden. Eine Studie aus dem Jahr 2010 schätzt ihn jedoch mit 14 Kilometer weitaus höher ein.

## Impaktstrukturen
Bereits 1960 hatte R. S Dietz im Kraterbereich Strahlenkegel vorgefunden. Im Jahr 1979 wurden zwei Bohrungen bis auf 629 und 903 Meter im Kraterbereich niedergebracht, die sehr gestörte Schichtverhältnisse im Krater nachweisen konnten. R. W. Carlton und Kollegen untersuchten 1998 den aus dem Zentralbereich stammenden 903 Meter langen Bohrkern und fanden planare Deformationslamellen in sämtlichen gesteinsbildenden Mineralen, insbesondere in Quarz. In dieser Bohrung konnten auch weitere, bis zu 17 Zentimeter große Strahlenkegel entdeckt werden. Vorgefunden wurden auch Brekzien mit eventuellem Hinweis auf Impaktschmelzen. Die Brekzien zeigten überdies Anreicherungen an siderophilen Elementen wie Chrom, Kobalt, Nickel und Iridium, die auf bis zu 0,2 % einer Meteoritenkomponente in den Brekzien schließen lassen. 

## Alter
Eine genaue Altersbestimmung der Kraterstruktur liegt bisher noch nicht vor, sie kann daher nur relativ eingegrenzt werden. Eine paläomagnetische Untersuchung von Doyle R. Watts (2004) legt nahe, dass sie nicht jünger als 256 Millionen Jahre (ausgehendes Perm, Lopingium) sein kann. Karbonatbasierte Vererzungen des Mississippi-Valley-Typs beschränken ihr Maximalalter auf das Ende des Oberkarbons (Pennsylvanium) (um 300 Millionen Jahre). 